# Benjamin (Teksas)
Benjamin je grad u američkoj saveznoj državi Teksas. Prema popisu stanovništva iz 2010. u njemu je živjelo 258 stanovnika.